# Ignacy Szwykowski
Ignacy Szwykowski (Szwejkowski, Szweykowski) herbu Ogończyk (zm. w 1794) – sędzia grodzki wileński w latach 1777–1792, marszałek wileński konfederacji targowickiej.
Komisarz Komisji Porządkowej Cywilno-Wojskowej województwa wileńskiego w 1790 roku. Był członkiem Komisji Wojskowej Wielkiego Księstwa Litewskiego z nominacji konfederacji targowickiej w 1793 roku.